# Отдел „Стопански“ при ЦК на БКП (1944 – 1950)
Отделът „Стопански“ при ЦК на БКП, до 27 декември 1948 г. БРП (к.), е създаден през ноември 1944 г. и действа до 16 ноември 1946 г., когато с протокол № 58 на Политбюро са разформировани стопанските отдели при ЦК и областните, околийски, градски и районни комитети на БКП. От 21 април 1949 г. „Стопанският отдел“ при ЦК на БКП е възстановен. С протокол № 398 от 6 ноември 1950 г. Политбюро решава вмество предишния „Стопански отдел“ на ЦК да се създадат два нови отдела: „Промишлено-транспортен“ и „Планово-финансово-търговски“.
За периода 1944 – 1946 и 1949 – 1950 наименованието на отдела е „Стопански“.

## Завеждащи отдела
- Петко Кунин (1944-1946)